# Malay-le-Grand
Malay-le-Grand – miejscowość i gmina we Francji, w regionie Burgundia-Franche-Comté, w departamencie Yonne.
Według danych na rok 1990 gminę zamieszkiwało 1419 osób, a gęstość zaludnienia wynosiła 65 osób/km² (wśród 2044 gmin Burgundii Malay-le-Grand plasuje się na 158. miejscu pod względem liczby ludności, natomiast pod względem powierzchni na miejscu 381.).